# Bệnh lợn nghệ
Bệnh lợn nghệ (Leptospirosis) là một bệnh truyền nhiễm do xoắn khuẩn gây ra, có khả năng lây truyền sang con người và mọi loại gia súc.

## Một số đặc điểm của bệnh
Bệnh có biểu hiện thể cấp tính, á cấp tính và mãn tính và thường gặp các triệu chứng như sau:
- Lợn bị sốt cao 40 - 41 độ C, viêm kết mạc mắt, tiêu chảy kéo dài, đôi khi xuất hiện vàng da.
- Có trường hợp viêm hoại tử da, da nổi nhiều đám đỏ như vết chàm, ở rìa vùng da bị tổn thương và da lành nổi bờ như hắc lào, nếu không điều trị kịp thời thì vết loét lan dần khắp cơ thể lợn ốm.
- Lợn nái mang thai thường hay gây sảy thai vào giai đoạn cuối.
- Gan sưng, nhũn, mật teo; thận hơi sưng, mất màu; phổi phù thũng; thịt có màu vàng nghệ (vàng như nghệ), luộc có màu khét đặc trưng.